# Талишке планине
Талишке планине (азер. Talış dağları; перс. کوههای تالش‎; тал. Толъшә бандон) представљају планински ланац на југозападу Кавказа. Простиру се на крајњем југоистоку Азербејџана дуж границе са Ираном. Дужина ланца је око 300 км, а максимална висина 2.477 метара (врх Камаркух).
Планине су на истоку одвојене од Каспијског језера Талишком низијом која на северу прелази у Муганску степу (део система Курско-араксинске низије) која Талиш са северозапада одваја од Малог Кавказа. На југу и запад настављају се на подручје Иранске висоравни.
Састављене су од флиша и вулканских стена. Сеизмички доста активно подручје.
На источним падинама, до 600 метара надморске висине доминира суптропска вегетација са буковим, храстовим и грабовим шумама. У вишим подручјима вегетација је ксерофитног типа.
Године 2004. на источним обронцима формиран је Хиркански национални парк (азер. Hirkan Milli Parkı) на површини од 427,97 км² познат по бујним шумама прашумског типа.